# Wilson W. Wyatt
Wilson Watkins Wyatt, född 21 november 1905 i Louisville, Kentucky, död där 11 juni 1996, var en amerikansk demokratisk politiker. Han var Louisvilles borgmästare 1941–1945 och Kentuckys viceguvernör 1959–1963.
Wyatt studerade vid University of Louisville och gifte sig 1930 med Anne Kinnaird Duncan. Efter att ha inlett sin karriär som advokat i Kentucky anställdes han av familjen Binghams affärsimperium, bland annat som advokat för Louisville Courier-Journal.
Wyatt efterträdde 1941 Joseph D. Scholtz som Louisvilles borgmästare och efterträddes 1945 av E. Leland Taylor. År 1959 efterträdde han Harry Lee Waterfield som viceguvernör och efterträddes 1963 av företrädaren Waterfield. Wyatt kandiderade 1962 utan framgång till USA:s senat. Han avled 1996 och gravsattes på Cave Hill Cemetery i Louisville. Juridiska fakultetens byggnad vid University of Louisville har fått sitt namn efter Wilson W. Wyatt.